# Salda (Tagil)
Die Salda (russisch Салда́) ist ein 122 km langer rechter Nebenfluss des Tagil in Sibirien (Russland, Asien). Sie ist nicht zu verwechseln mit dem wenig nördlich fließenden gleichnamigen Nebenfluss Salda der Tura.

## Verlauf
Die Salda entspringt in etwa 280 m Höhe an der Ostflanke des Mittleren Ural, etwa 20 Kilometer südöstlich der Großstadt Nischni Tagil. Sie fließt in nordöstlichen Richtungen, immer auf dem Territorium der Oblast Swerdlowsk, durch die nach dem Fluss benannten Städte Werchnjaja Salda und Nischnjaja Salda (übersetzt Ober- und Untersalda). Der Fluss mündet schließlich beim Dorf Medwedewo, etwa 30 Kilometer nordöstlich von Nischnjaja Salda in den Tagil (bei 108 m Höhe). Die Salda ist in Mündungsnähe etwa 50 Meter breit, knapp einen Meter tief und die Fließgeschwindigkeit beträgt 0,5 m/s.

## Hydrographie
Das Einzugsgebiet der Salda umfasst 1770 km². Bedeutendster Zufluss ist von links das Flüsschen Issa.
Die Salda gefriert zwischen Ende Oktober bis Anfang November und April. Die mittlere monatliche Wasserführung in Mündungsnähe beträgt 7,2 m³/s.

## Infrastruktur und Wirtschaft
Die Salda ist nicht schiffbar. Bei den Städten Werchnjaja und Nischnjaja Salda wurden Ende des 18. Jahrhunderts am Fluss kleine Stauseen („Teiche“) zur Versorgung der dort errichteten Eisenhütten angelegt; ein weiterer etwas flussaufwärts am Bach Issa unweit dessen Mündung.
Besonders im Mittellauf um Städte Werchnjaja und Nischnjaja Salda ist das Flussgebiet infrastrukturell relativ gut erschlossen. Bei Nischnjaja Salda überqueren Eisenbahnstrecke und Straße Nischni Tagil–Alapajewsk den Fluss.